# El Durazno, Querétaro Arteaga
El Durazno är en ort i Mexiko.   Den ligger i kommunen El Marqués och delstaten Querétaro Arteaga, i den centrala delen av landet, 170 km nordväst om huvudstaden Mexico City. El Durazno ligger 2 101 meter över havet och antalet invånare är 120.
Terrängen runt El Durazno är kuperad söderut, men norrut är den platt. Runt El Durazno är det ganska tätbefolkat, med 179 invånare per kvadratkilometer. Närmaste större samhälle är Santiago de Querétaro, 10,2 km nordväst om El Durazno. I omgivningarna runt El Durazno växer huvudsakligen savannskog.